# Lennart Ramberg
Lennart Ramberg, född 1960, är en svensk författare och teknologie doktor. Hans debutroman, Kyoto och fjärilarna, utkom i augusti 2007, följd av Einsteins Arvingar 2014. Tidigare har han skrivit fackboken Globala förkastningar med Jan Jörnmark, samt varit VD för Altitun AB. 